# Xã Trygg, Quận Burleigh, Bắc Dakota
Xã Trygg (tiếng Anh: Trygg Township) là một xã thuộc quận Burleigh, tiểu bang Bắc Dakota, Hoa Kỳ. Năm 2010, dân số của xã này là 40 người.